# Kabinett Nordlund IV

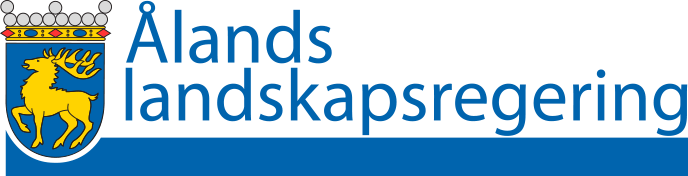
Logo der Åländischen Landschaftsregierung.

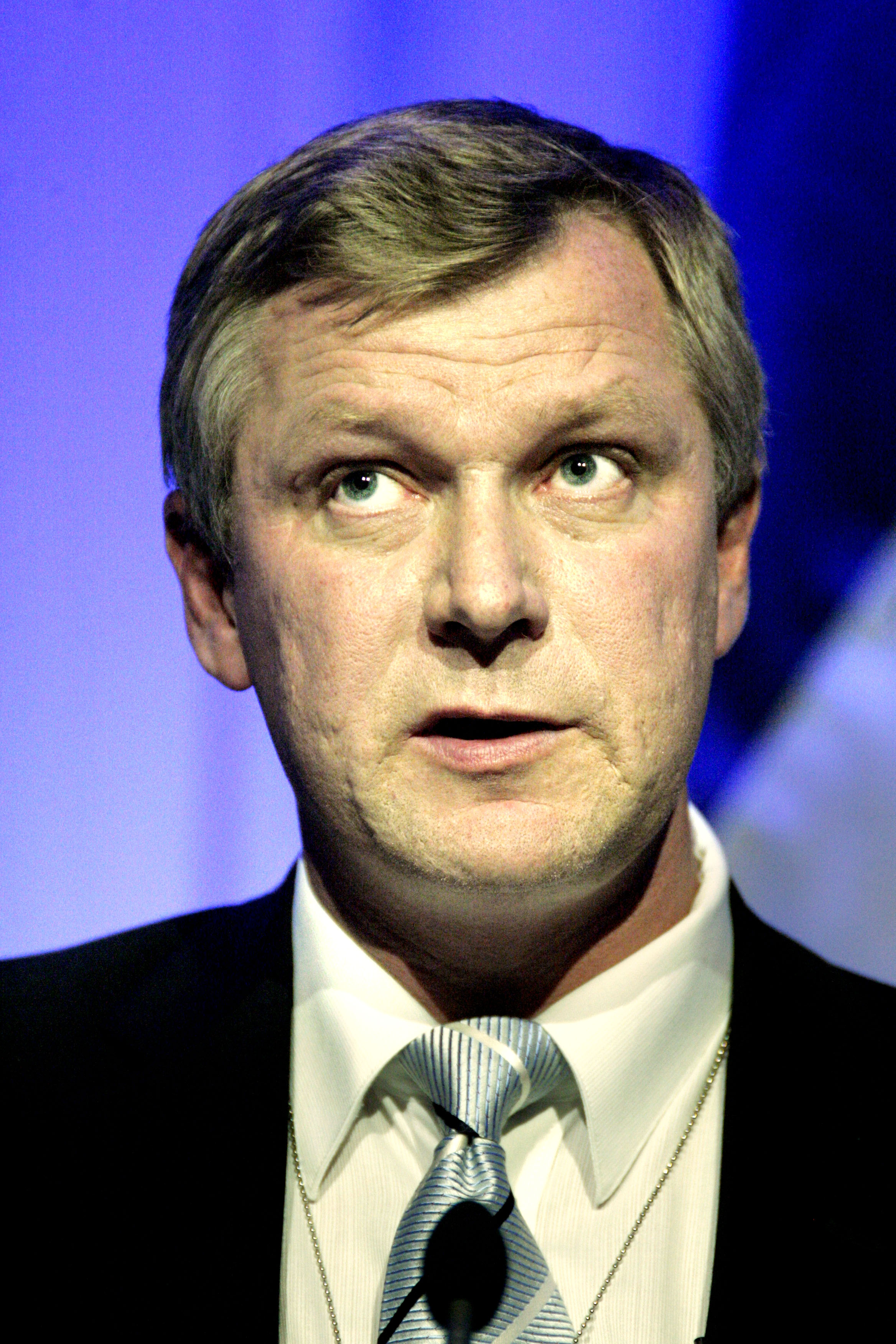
Roger Nordlund war von 1999 bis 2007 Lantråd von Åland.

Das Kabinett Nordlund IV war von 2005 bis 2007 die Landschaftsregierung von Åland, eine mit weitgehender politischer Autonomie ausgestattete Landschaft Finnlands.
Die Regierung wurde am 5. Januar 2005 vom Lantråd von Åland Roger Nordlund vom Åländischen Zentrums C (Åländsk Center) gebildet und löste das Kabinett Nordlund III ab, nachdem die bisherigen Koalitionspartner Liberalen auf Åland LIB (Liberalerna på Åland) und der Ungebundenen Sammlung auf Åland ObS (Obunden Samling) am 5. Januar 2003 aus der Regierung ausgetreten waren. Daraufhin bildete Nordlund sein viertes Kabinett aus Vertretern seines C und dem bisherigen Koalitionspartner Freisinnigen Zusammenarbeit FS (Frisinnad Samverkan) sowie nunmehr mit Ålands Sozialdemokraten ÅSD (Ålands socialdemokrater) von Barbro Sundback mit insgesamt 17 Sitzen in der 30-köpfigen Lagting, dem Parlament von Åland.
Aus der Wahl vom 21. Oktober 2007 gingen die LIB von Viveka Eriksson mit 32,6 Prozent (10 Sitze) sowie die C des bisherigen Lantråd Roger Nordlund mit 24,2 Prozent (8 Mandate) als stärkste Fraktionen hervor. Weitere Parteien in der Lagting waren die ObS unter Gun-Mari Lindholm mit 12,3 Prozent (4 Sitze), die ÅSD von Barbro Sundback mit 11,8 Prozent (3 Mandate), die FS unter Johan Ehn mit 9,6 Prozent (3 Mandate) sowie Ålands Zukunft ÅF unter Anders Eriksson mit 8,3 Prozent (2 Sitze). Nach der Wahl bildete Viveka Eriksson mit dem Kabinett Eriksson am 6. November 2007 eine Koalitionsregierung aus LIB und C, die in der Lagting über 18 der 30 Sitze verfügte.

## Mitglieder des Kabinetts
Der Regierung gehörten folgende Politiker an:
| Amt                                  | Amtsinhaber      | Partei | Partei | Beginn der Amtszeit | Ende der Amtszeit |
| ------------------------------------ | ---------------- | ------ | ------ | ------------------- | ----------------- |
| Lantråd                              | Roger Nordlund   |        | C      | 5. Januar 2005      | 26. November 2007 |
| Vicelantråd Industrie                | Jörgen Strand    |        | FS     | 5. Januar 2005      | 26. November 2007 |
| Gleichstellung und Europäische Union | Britt Lundberg   |        | C      | 5. Januar 2005      | 26. November 2007 |
| Soziales und Umwelt                  | Harriet Lindeman |        | FS     | 5. Januar 2005      | 26. November 2007 |
| Kommunikation                        | Runar Karlsson   |        | C      | 5. Januar 2005      | 26. November 2007 |
| Finanzen                             | Lasse Wiklöf     |        | ÅSD    | 5. Januar 2005      | 26. November 2007 |
| Bildung und Kultur                   | Camilla Gunell   |        | ÅSD    | 5. Januar 2005      | 26. November 2007 |